# 4546 Franck
A 4546 Franck (ideiglenes jelöléssel 1990 EW2) a Naprendszer kisbolygóövében található aszteroida. Eric Walter Elst fedezte fel 1990. március 2-án.